# Hanne Andersen
Hanne Andersen, född den 21 september 1943, är en dansk skådespelare.
Andersen studerade vid Fiolteatrets elevskola 1970-1973. Förutom enstaka filmroller har hon även regisserat revyer.

## Filmografi
- 1983 – Rocking Silver
- 1996 – Hamsun